# Цвіклі
Цві́клі (бук. цві́кля, цві́тлі, зах. цві́кли; пол. ćwikła) або буря́чки́ (з хро́ном) — страва української та польської кухні з тертого печеного або вареного столового буряка, хрону та прянощів. Поширена у західних регіонах України.
Подають в малих салатницях до м'ясних страв. Зазвичай цвіклі готують перед Різдвом, Святвечором та Великоднем.

## Історія
Польський поет та релігійний полеміст епохи Відродження Миколай Рей у своїй книзі «Життя порядної людини» (пол. «Żywot człowieka poczciwego») 1567 року написав рецепт приготування цвіклів, у якому радить «добре спекти бурячки, почистити від шкірки, накраяти кружальцями, вкласти в бочівку, пересипуючи якнайдрібніше натертим хроном, додати товченого волоського кропу, скропити оцтом і посолити».
У виданні «Домашня кухня або Як Варити і Печи» Л. Лучаківської 1910-тих років поданий такий рецепт бурячків (бурачків): «Зварити бураків кілько, треба, а коли змякнуть обібрати і посікти. Зробити запражку на солонині, дати посїчену цибулю, засмажити і посолити. Вкинути бураки, дати кілька ложок сметани, оцту до смаку і кавалочок цукру тай вимішати і засмажити, а вважати, щоби бурачки не пригоріли, не сунути на сильний огонь але смажити на краю кухні. Подаєть ся до волової печені, заяця, качки і т. и.».
Рецепт з видання «Selected Ukrainian Recipes For Winter Season» (укр. Вибрані українські рецепти зимового сезону) 1978 року салат названо «Буряки зі сметаною» (англ. Beets with sour cream). Рецепт відрізняється тим, що наприкінці рекомендують додати лимонний сік, а також зазначають кількість порцій («від 6 до 8»).

## Підготовка
Для приготування варто брати буряки з темно-червоним коренем, без білих кілець на поперечному розрізі. Буряки середніх розмірів миють, викладають на деко, ставлять до духовки й печуть, аби краще зберігти колір та смак.
Буряки можна й варити. Тоді їх треба помити, обрізати листя, але кореня не надрізати, щоб вони не втратили свого кольору. Помиті буряки кладуть до окропу, варять до розм'якшення, знімають шкірку, прополіскують холодною водою.

## Варіації

### З хроном
- Традиційний варіант: Невеликі червоні буряки відварюють, чистять, ріжуть, складають, пересипаючи тертим хроном і товченим кмином. Потім все заливають водою з додаванням олії і виносять на холод. Через 2–3 дні салат готовий. Подають до картоплі чи каші.[12][13]
- Сучасний варіант: Буряк запікають або відварюють, потім чистять. Натирають на тертці із дрібними вічками. Хрін миють, чисять і замочують у воді на 1 годину. Натирають на найдрібнішій тертці. Співвідношення натертого хрону до натертого буряка — 1:5, для міцнішого смаку — 1:4. Усе перемішють, солять, додають цукор, оцет і мед, товчену гвоздику, кмин і добре перемішують.[5]

#### Особливості
- Буряки можна не лише грубо чи мілко натерти, а й нарізати смужками[14].
- Бурячки з хроном зберігають у щільно закритій банці, інакше хрін «вивітрюється» і втрачає міцність[5].
- Щоб легше терти хрін можна його спочатку заморозити чи подрібнити за допомогою м'ясорубки або комбайну. Готову страву зберігати в холодильнику.[8]
- Готову страву викладають в салатницю, можна прикрасити листочком петрушки, обкласти кружальцями маринованого перцю, додатково присипати тертим хріном[14].

### Без хрону
- Варіант з видання «Українські страви»: Промиті буряки печуть до готовності і потім дрібно шаткують. Борошно підсмажують на жиру, розводять сметаною, заливають приготовленою підливою буряки і все разом трохи підсмажують. В кінці смаження додають трохи оцту і цукру на смак.[15]
- Варіант Дарії Цвек: Буряки помити і зварити чи спекти. Потім почистити і потерти на дрібній тертці. Підсмажити масло з борошном до світлого кольору, додати буряки, перемішати, влити 0,5 склянки води, посолити, додати трохи цукру, влити оцет за смаком, хвилину посмажити. Перед подачею залити сметану і тільки раз на легкому вогні закип'ятити. Перед подачею викласти до глибокої салатниці з ложкою для набирання.[16]

### З чорносливом та квасолею
Нашатковані солодкі буряки, квашені червоні буряки, чорнослив і квасолю окремо варять до готовості. Потім перемішують, поливають сметаною і подають до столу.

## В культурі
Словник «Лексикон львівський: поважно і на жарт» фіксує такий вірш (1916 року):
Любив мій батько бурячки із хроном.
В листах із фронту завжди він писав;
“Пришліть горнятко бурячків із хроном”.
Приїхав з фронту батько мій додому.
Він їв картоплю й бурячки із хроном.
А сльози капали — він іх ковтав.
І навіть капали, як нас прощав
У кухні, в сінях — і поїхав з дому.

Любив мій батько бурячки із хроном.